# Johannes Franciscus Hoppenbrouwers
Johannes Franciscus Hoppenbrouwers (Den Haag, 16 april 1819 - aldaar, 17 juli 1866) was een Nederlands kunstschilder. Hij maakte vooral landschappen in een romantische stijl. 

## Leven en werk
Hoppenbrouwers genoot een schildersopleiding op de Academie van Beeldende Kunsten te Den Haag en ging vervolgens in de leer bij Andreas Schelfhout. Hij schilderde in een romantische stijl, die qua compositie en atmosfeer sterk aan zijn leermeester Schelfhout doet denken.
Hoppenbrouwers werd vooral bekend door zijn landschappen, veelal winterlandschappen, waarbij hij de figuurstoffage vaak overliet aan zijn vriend Charles Rochussen, een enkele keer ook aan anderen als David Bles, Salomon Verveer, Johan Daniël Koelman en Hendrik Scheeres. Daarnaast maakte hij ook een aantal panoramische vergezichten, meestal op klein formaat en vaak met de bergachtige Rijnoever in Duitsland als onderwerp.
Hoppenbrouwers exposeerde regelmatig tijdens de Tentoonstelling van Levende Meesters. Hij was bevriend met schilder Johannes Cornelis Apol, hij werd dan ook de leermeester van diens zoon Louis Apol. In 1866 overleed Hoppenbrouwers op 47-jarige leeftijd. Zijn werk bevindt zich onder andere in het Rijksmuseum Amsterdam, het Kunstmuseum Den Haag, het Amsterdam Museum, het Teylers Museum te Haarlem. en het Museum Boijmans Van Beuningen in Rotterdam. Ook het Metropolitan Museum te New York heeft een winterlandschap van Hoppenbrouwers in zijn collectie.

## Galerij

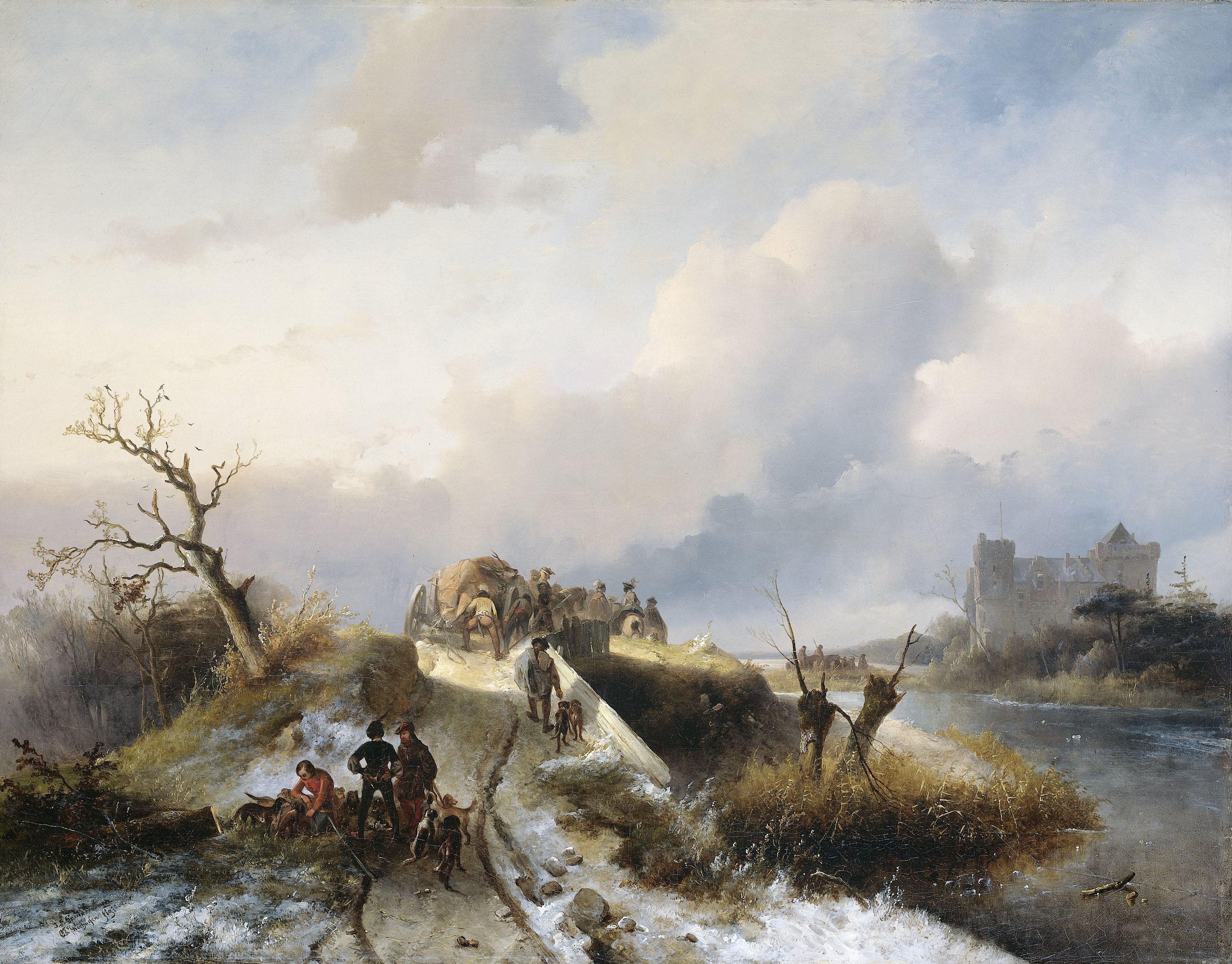
Terugkeer van de jacht, 1846, Rijksmuseum
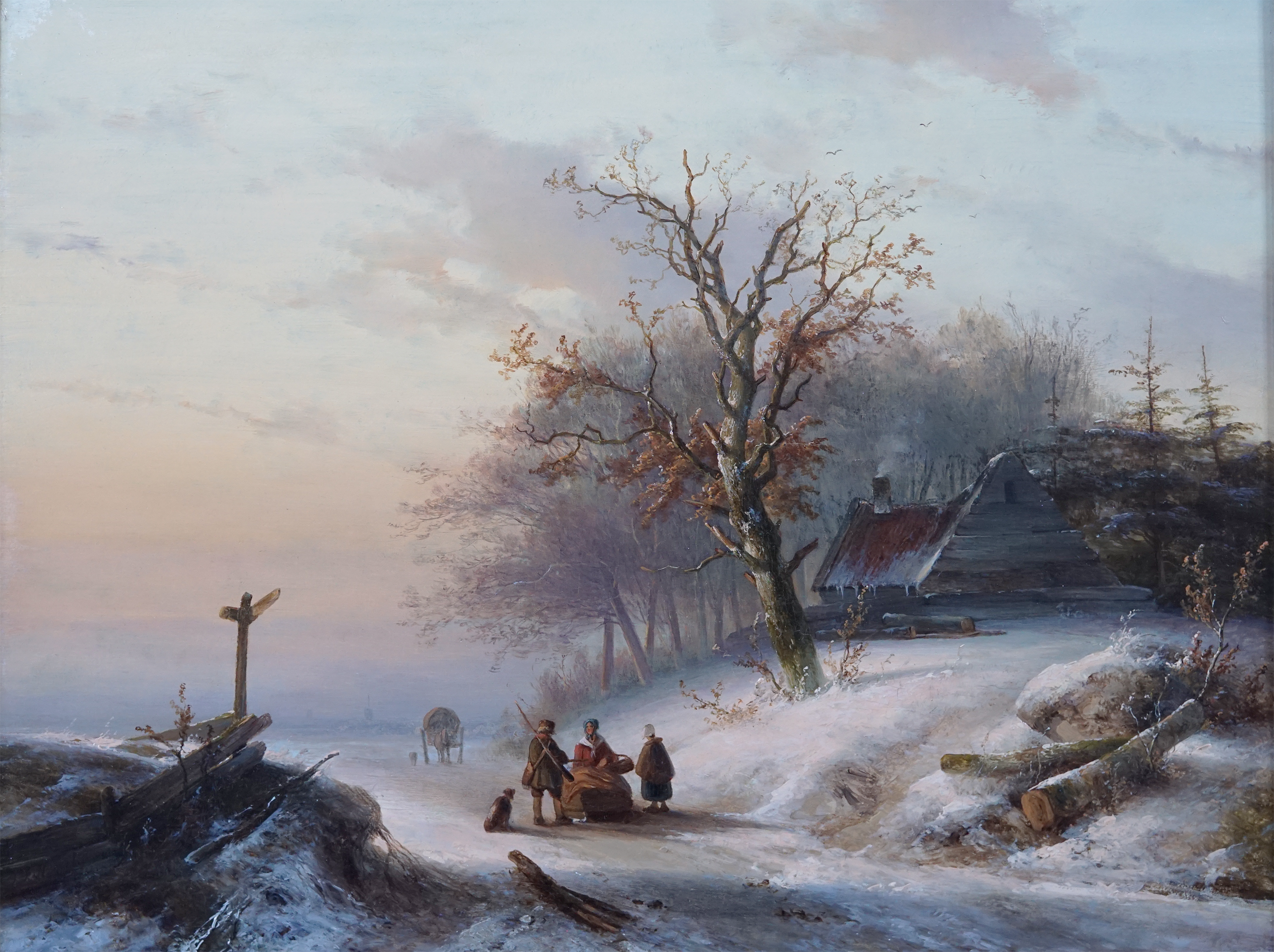
Winterlandschap met figuren op besneeuwd pad, ca. 1850
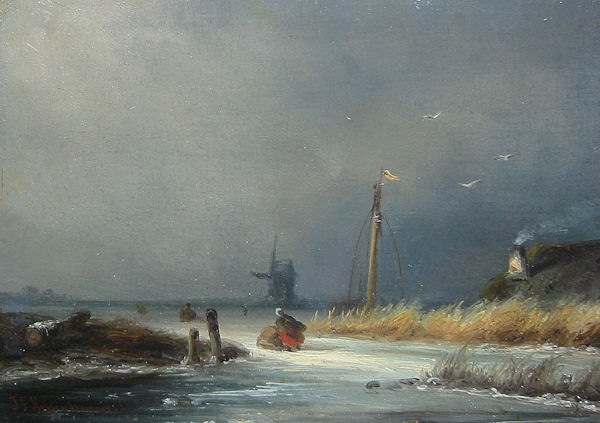
IJsgezicht met schaatsers, ca. 1850
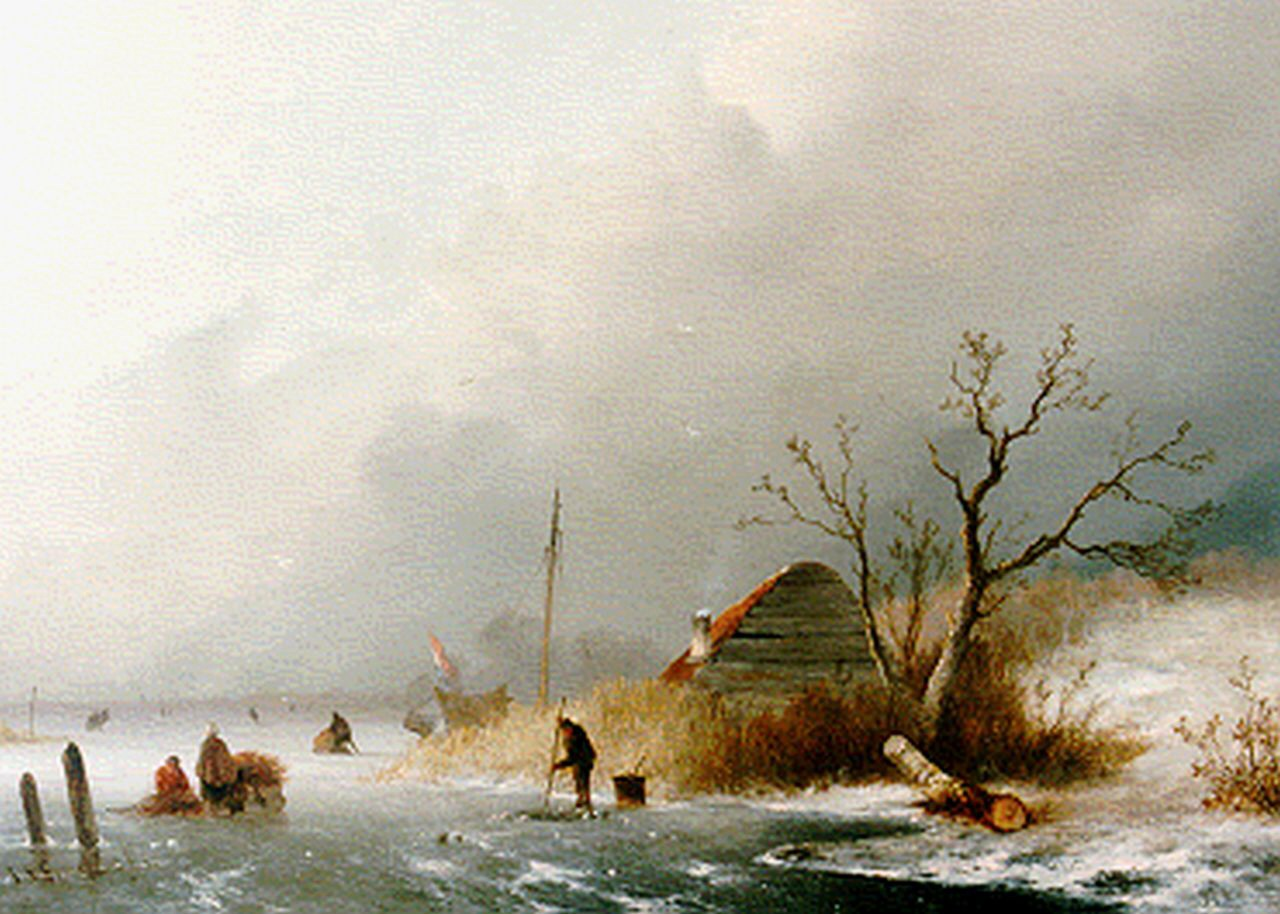
Winters ijsgezicht met schaatsers, ca. 1850
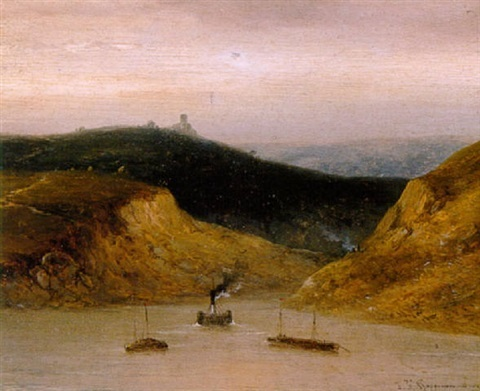
Rijngezicht met stoomboot, ca. 1850
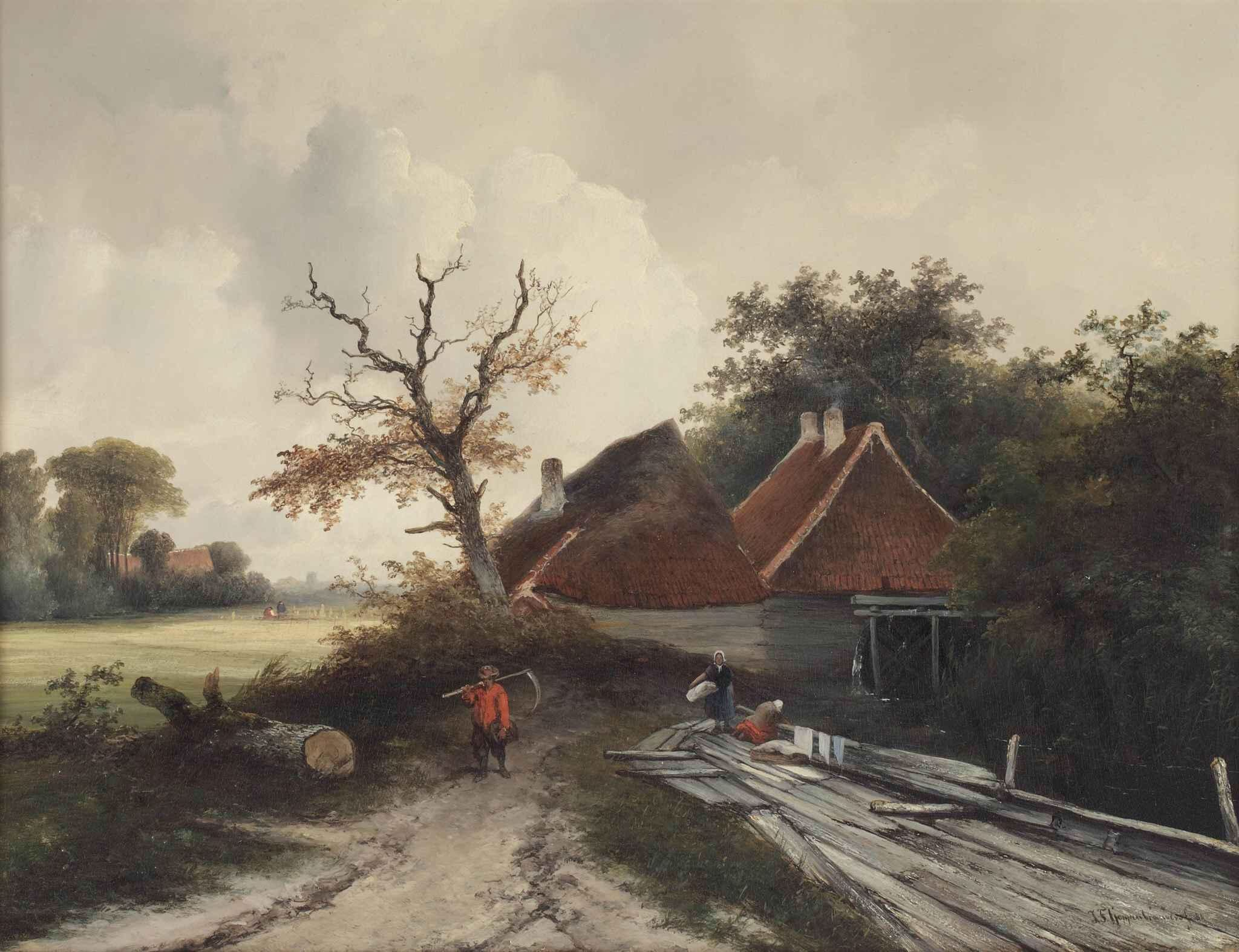
Wasdag, ca. 1850
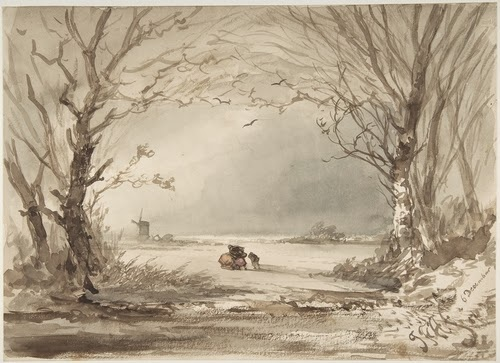
Winterlandschap, 1854 Metropolitan Museum, New York
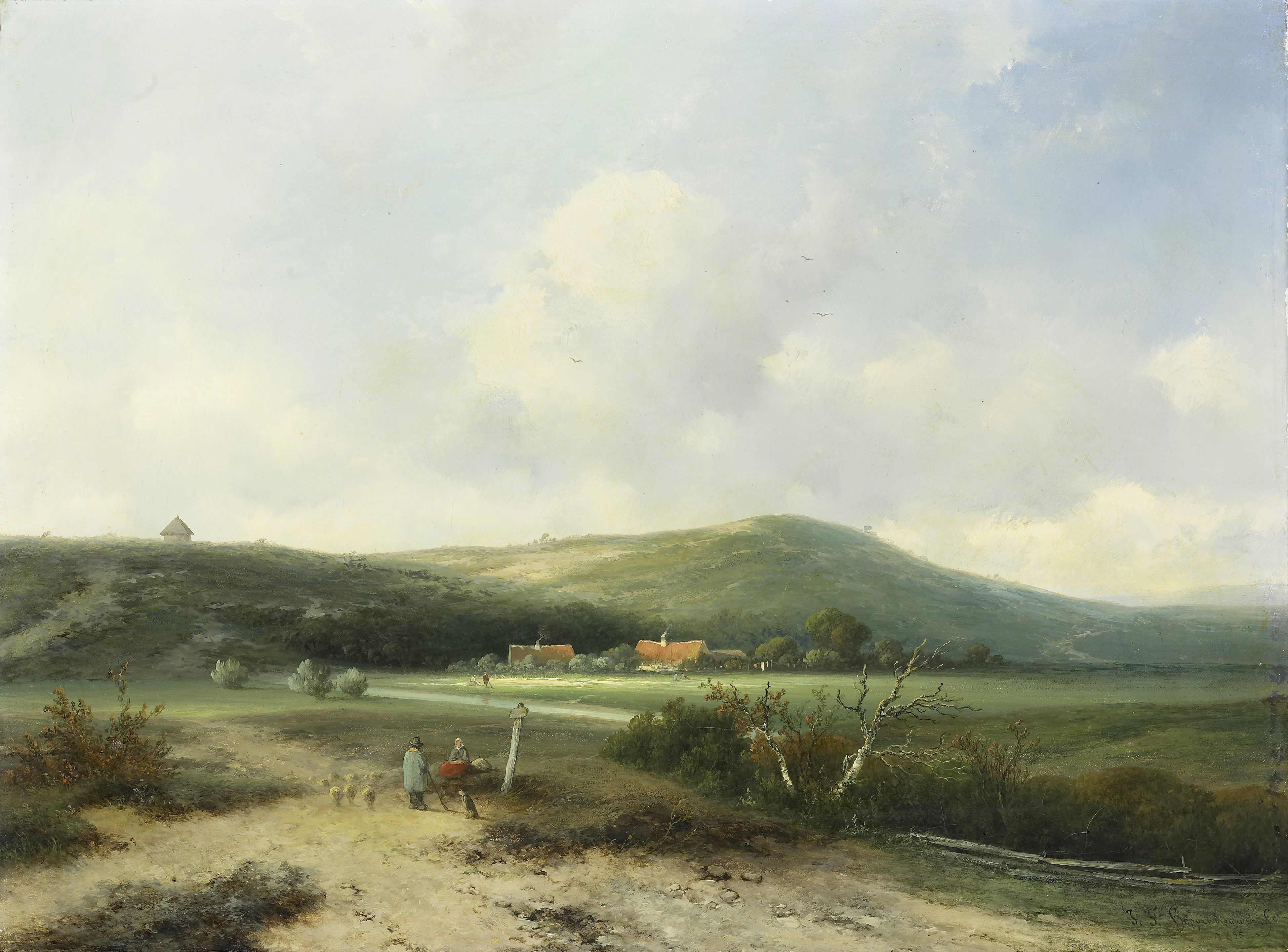
Duinlandschap, 1856, Rijksmuseum
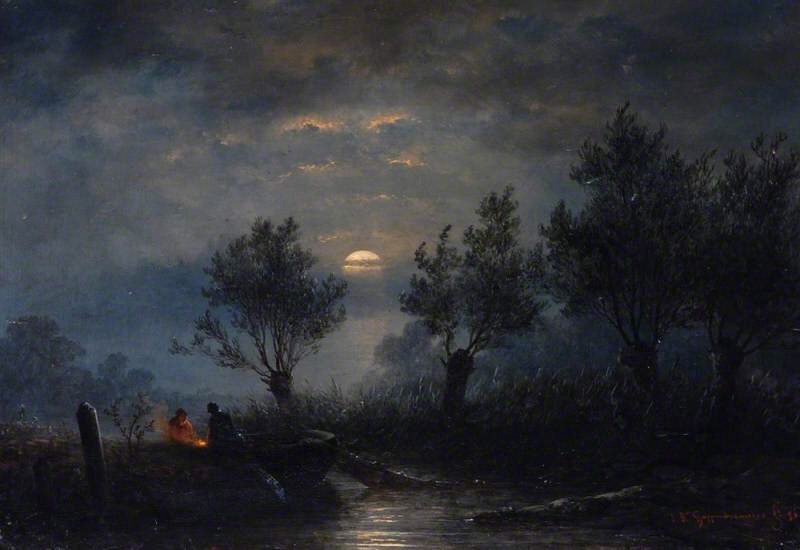
Netvissen, maanlicht, 1856, Bowes Museum